# 15855 Mariasalvatore
15855 Mariasalvatore eller 1996 CP7 är en asteroid i huvudbältet som upptäcktes den 14 februari 1996 av de båda italienska astronomerna Ulisse Munari och Maura Tombelli vid Cima Ekar-observatoriet. Den är uppkallad efter Maria Salvatore.
Asteroiden har en diameter på ungefär 3 kilometer.